# Wenceslas d'Autriche
Wenceslas d'Autriche (Wiener Neustadt, 9 mars 1561 - Madrid, 22 septembre 1578) est un membre 
de la Maison de Habsbourg qui fut prieur de l'ordre de Saint-Jean de Jérusalem en Castille.

## Biographie
Onzième enfant et huitième fils de l'empereur Maximilien II de Habsbourg et de l'infante Marie d'Autriche, le jeune archiduc fut envoyé avec un certain nombre de ses frères et sœurs terminer son éducation en Espagne auprès de son oncle maternel (et chef de famille) Philippe II d'Espagne. 
En 1577, son oncle le fit nommer prieur de l'ordre de Saint-Jean de Jérusalem en Castille. Le prieur mourût prématurément l'année suivante à l'âge de 17 ans. Sa dépouille fut déposée dans la nécropole royale de l'Escurial.

## Sources
- (en) Cet article est partiellement ou en totalité issu de l’article de Wikipédia en anglais intitulé « Archduke Wenceslaus of Austria » (voir la liste des auteurs).